# Филони, Фернандо
Фернандо Филони (итал. Fernando Filoni; род. 15 апреля 1946, Таранто, королевство Италия) — итальянский куриальный кардинал, ватиканский дипломат и сановник. Титулярный архиепископ Вольтурнский с 17 января 2001 по 18 февраля 2012. Апостольский нунций в Иордании и Ираке с 17 января 2001 по 25 февраля 2006. Апостольский нунций на Филиппинах с 25 февраля 2006 по 9 июня 2007. Заместитель государственного секретаря Святого Престола по общим делам с 9 июня 2007 по 10 мая 2011. Префект Конгрегации Евангелизации Народов с 10 мая 2011 по 8 декабря 2019. Великий магистр Рыцарского Ордена Святого Гроба Господня с 8 декабря 2019. Кардинал-дьякон с титулярной диаконией Ностра-Синьора-ди-Коромото-ин-Сан-Джованни-ди-Дио с 18 февраля 2012 по 28 июня 2018. Кардинал-епископ с титулярной диаконией Ностра-Синьора-ди-Коромото-ин-Сан-Джованни-ди-Дио с 28 июня 2018.

## Образование и ранняя дипломатическая работа
Фернандо Филони родился 15 апреля 1946 года в Таранто, Италия. Он поступил в семинарию и получил докторантуру в философии и в каноническом праве. Филони был посвящён в священника 3 июля 1970 года.
Он служил в нунциатурах на Шри-Ланки с 1982 года по 1983 год, Иране в 1983—1985 годах, Бразилии в 1989—1992 годах и наконец на Филиппинах с 1992 года по 2001 года. Хотя формально он был назначен Апостольским нунцием на Филиппинах он находился в Гонконге.
В течение этих лет он провел свой наиболее интенсивный и важный период работы на Святой Престол, так называемый «Миссия Изучения», связанный с Манильской нунциатурой. В это время монсеньор Филони был мостом папы Иоанна Павла II, обращаясь к китайским епископам, официальным и неофициальным Церквям и епископам, примиряя обширное большинство со Святым Престолом.

## Апостольский Нунций
17 января 2001 год папа римскийа Иоанн Павел II назначил Филони Апостольским нунцием в Ираке и Иордании, став титулярным архиепископом Вольтурнумским. Он получил епископскую ординацию от папы римского Иоанна Павла II 19 марта 2001 года.
Монсеньор Филони защищал свободу Римско-католической церкви в Ираке под режимом Саддама Хуссейна и в соответствии с позицией папы римского — противопоставленное американскому вторжению в Ирак. Он остался в Багдаде, под падающими американскими бомбами, отказываясь оставить столицу, в которой он сказал, что «Это не было ничто исключительное». После падения Саддама он не был в состоянии замечать некоторые новые аспекты вновь найденной свободы народов. Все же он также предупреждал против недостатка безопасности и медленного развития экономики, поддерживал новую конституцию и поддержал мирное сосуществование между христианами и мусульманами.
Он прибыл, и был близок к убийству в Багдаде 1 февраля 2006 года, когда автомобильная бомба взорвалась рядом с нунциатурой. «Слава Богу мы выжили» — заявил он позднее. Он служил в Ираке и Иордании до 25 февраля 2006 года, когда он вернулся на Филиппины как нунций.

## Заместитель Государственного Секретаря Святого Престола по общим делам
9 июня 2007 года папа римский Бенедикт XVI назначил его заместителем государственного секретаря Святого Престола по общим делам, формально Филони занял свой пост 1 июля.
Это работа Филони, чтобы организовать деятельность Римской курии и назначений в куриальные ведомства, поддерживать на должном уровне папские документы, также как справляться о заинтересованности посольств ко Святому Престолу и издавать официальные связи. Он также был ответствен за организацию деятельности нунциев во всем мире в их деятельности относительно местных церквей. Также как он говорит на своем родном итальянском языке, он также говорит по-английски, по-испански, по-французски и по-португальски.
При комментируя своё назначение он сказал:"Это акт отеческой благосклонности со стороны понтифика, на который я отвечаю с наибольшим трепетом, но с той же самой готовностью и глубокой благодарностью, которую я имел в прошлом. Замечательные слова Господа Бога нашего помогают мне в это время, те которые находятся в Евангелии от Луки (17, 10), на отношении тех кто названы ко служению Христу: «Так и вы, когда исполните всё повеленное вам, говорите: „мы рабы ничего не стоящие, потому что сделали, что должны были сделать“»".
Монсеньор Филони — эксперт по китайским делам и по Ближнему Востоку.

## Префект Конгрегации
10 мая 2011 года папа римский Бенедикт XVI назначил архиепископа Филони префектом Конгрегации Евангелизации Народов, сменив на этом посту кардинала Ивана Диаса, который подал в отставку в связи с достижением предельного возраста отставки. Преемником Филони на посту заместителя государственного секретаря Святого Престола по общим делам стал апостольский нунций на Кубе монсеньор Джованни Анджело Беччу.

## Кардинал
6 января 2012 года было объявлено, что Папа римский Бенедикт XVI возведёт Фернандо Филони в сан кардинала на консистории 18 февраля 2012 года.
18 февраля 2012 года, в соборе Святого Петра состоялась консистория, на которой Фернандо Филони был возведён в сан кардинал-дьякона с титулярной диаконией Ностра-Синьора-ди-Коромото-ин-Сан-Джованни-ди-Дио. На нового Князя Церкви была возложен кардинальская шапка и вручён кардинальский перстень.
28 июня 2018 года Папа Франциск возвёл Филони в ранг кардинала-епископа.
8 декабря 2019 года Папа Франциск объявил об отставке кардинала Филони с поста префекта Конгрегации Евангелизации Народов и о назначении кардинала Филони Великим магистром Рыцарского Ордена Святого Гроба Господня, вместо кардинала Эдвина Фредерика О’Брайена, ушедшего в отставку.

## Конклав 2025 года
Участник Конклава 2025 года, где был избран папа Лев XIV.

## Награды
- Кавалер Большого креста ордена «За заслуги перед Итальянской Республикой» (4 октября 2008 года)[7]
- Почётный гражданин коммуны Галатоне (Италия, 2 мая 2006 года)[8]